# متلازمة والكر- فاربرج
متلازمة والكر- فاربرج (بالإنجليزية: Walker–Warburg syndrome، واختصارها WWS)، وتُسمى أيضًا متلازمة فاربرج، أو متلازمة هارد (HARD syndrome) حيث H: Hydrocephalus بمعنى موه الرأس، وA: Agyria بمعنى انعدام التلافيف، وRD: Retinal Dysplasia بمعنى خلل تنسج الشبكية، أو متلازمة باجون، أو خلل تكوّن العين والمخ، أو خلل تكوّن العين والمخ مع متلازمة الضمور العضلي، وهي عبارة عن شكل نادر من ضمور العضلات الخلقي المسؤول عنه صبغي جسمي متنحي. ويرتبط مع انعدام تلافيف الدماغ، واستسقاء الرأس، وتشوهات بالمخيخ، وتشوهات العين. تنتشر مثل هذه الحالات في جميع أنحاء العالم. معدل الإصابة الإجمالي غير معروف إلا أن دراسة استقصائية أجريت في شمال شرق إيطاليا أبلغت عن معدل إصابة يبلغ 1.2 لكل 000 100 مولود حي. وهذا هو الشكل الأكثر خطورة من ضمور العضلات الخلقي، ويموت معظم الأطفال المصابين قبل سن ثلاث سنوات.

## الخصائص
الأعراض التي تكون موجودة عند الولادة هي نقص التوتر العضلي المعمم، وضعف العضلات، والتأخر في النمو مع التخلف العقلي، ونوبات الصرع في بعض الأحيان. يتميز ضمور العضلات الخلقي بنقص ارتباط α-ديستروغليكان مع الجليكوزيل. كما يعاني أولئك المولودون بالمرض من عيوب خطيرة في العين والدماغ. يولد نصف الأطفال الذين يعانون من متلازمة فاربرج بقيلة دماغية، وهي فجوة في الجمجمة لم تلتحم. وتبرز السحايا من الدماغ من خلال هذه الفجوة بسبب فشل الأنبوب العصبي في الانغلاق أثناء التطور. تشوه مخيخ الطفل هو في كثير من الأحيان علامة على ذلك المرض. ومن مشاكل العين الشائع ارتباطها مع هذا المرض: العيون الصغيرة بشكل غير طبيعي، وتشوهات الشبكية الناجمة عن عدم اكتمال نمو المنطقة الحساسة للضوء في الجزء الخلفي من العين.

## السبب وعلم الوراثة

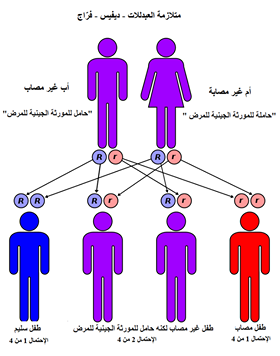
متلازمة والكر- فاربرج لديها نمط وراثي عن طريق الصبغيات الجسدية المتنحية.

وقد تورطت عدة جينات في مسببات متلازمة والكر- فاربرج، والبعض الآخر غير معروف حتى الآن. وتم العثور على العديد من الطفرات في جينات البروتين POMT1 و POMT2، ووُجِدَت طفرة في جينات كل من الفوكوتين وبروتينات الفوكوتين ذات الصلة.

## التشخيص
عادة ما تُظهِر الفحوصات المختبرية ارتفاع نسبة كيناز الكرياتين، والضمور والاعتلال العضلي، وتغير α- ديستروغليكان. يمكن التشخيص قبل الولادة في الأسر ذات الطفرات المعروفة. وقد تكون الموجات فوق الصوتية قبل الولادة مفيدة للتشخيص في الأسر التي يكون لديها عيوب جزيئية غير معروفة.

## توقع سير المرض
لا يوجد علاج محدد متاح. والتعامل مع الحالة يكون وقائي فقط. وغالبا ما يموت أولئك الذين يتم تشخيصهم بالمرض خلال الأشهر القليلة الأولى من الحياة. ويموت جميع الأطفال تقريبا الذين يعانون من هذا المرض بحلول سن الثالثة.

## أصل تسمية المرض
سُميت متلازمة والكر- فاربرج بهذا الاسم نسبة إلى آرثر إيرل والكر وميت فاربرج (1926-2015) طبيب العيون الدنماركي. وتشمل الأسماء البديلة للمتلازمة متلازمة تشيمك ومتلازمة باغون، وتمت هذه التسمية نسبة إلى خوان تشيمكي وروبيرت باغون.

## روابط خارجية
- HARD syndrome; Walker–Warburg syndrome; Chemke syndrome; COD (cerebroocular dysgenesis) في معاهد الصحة الوطنية الأمريكية للأمراض النادرة